# Spectrum of the Seas
Die Spectrum of the Seas ist ein Kreuzfahrtschiff der Reederei Royal Caribbean International. Es entstand auf der Papenburger Meyer Werft und wurde im Jahr 2019 als viertes Schiff der Quantum-Klasse in Dienst gestellt.

## Geschichte
Das vierte Schiff der Quantum-Klasse wurde am 12. Juni 2015 bei der Meyer Werft mit der Baunummer S.700 in Auftrag gegeben, nachdem bereits zuvor eine Vereinbarung unter Finanzierungsvorbehalt geschlossen worden war. Mit dem Bau der ersten Sektion, dem so genannten Brennstart, wurde am 15. August 2017 begonnen und der erste Block wurde am 8. November 2017 bei der Neptun Werft in Rostock auf Kiel gelegt. Diese Mittelschiffsektion wurde im März 2018 zur Meyer Werft nach Papenburg überführt. Am 25. Mai 2018 wurde eine 140 Meter lange Sektion ausgedockt. Hierbei kam es zu einer Kollision mit der Hafenmauer. Nach dem Ausdocken der AIDAnova am 21. August 2018 wurde sie wieder eingedockt. Das Schiff verließ die Baudockhalle am 25. Februar 2019.
Am 20./21. März 2019 wurde das Schiff mittels Emssperrwerks in die Nordsee überführt. Das Schiff verließ die Werft am Morgen des 20. März und passierte das Emssperrwerk gegen 0:00 Uhr des 21. März. Hierfür wurde die Ems mittels des Sperrwerks für 36 Stunden auf maximal 2,70 Meter aufgestaut.
Nach bestandenen Abnahmefahrten ab dem 23. März 2019 erfolgte die Übergabe an die Reederei am 11. April 2019 an der Bremerhavener Columbuskaje. Die Taufe erfolgte am 3. Juni 2019 durch den chinesischen Schauspieler Xiaoming Huang und das Model Angelababy in Shanghai.

## Einsatz
Am 18. April 2019 begann in Barcelona die 51 Tage lange Jungfernfahrt nach Shanghai.

## Ausstattung
Die Spectrum of the Seas hat insgesamt 18 Decks und bietet in 2.137 Kabinen Platz für 4.246 Passagiere.

## Technik
Die Spectrum of the Seas verfügt, wie ihre Schwesterschiffe, über ein Air Lubrication System. Dieses System reduziert die Reibung zwischen der Wasseroberfläche und dem Schiffsrumpf, aus dem dafür Luftblasen ausgestoßen werden. Das System soll zu einem geringeren Kraftstoffverbrauch führen.

## Bilder

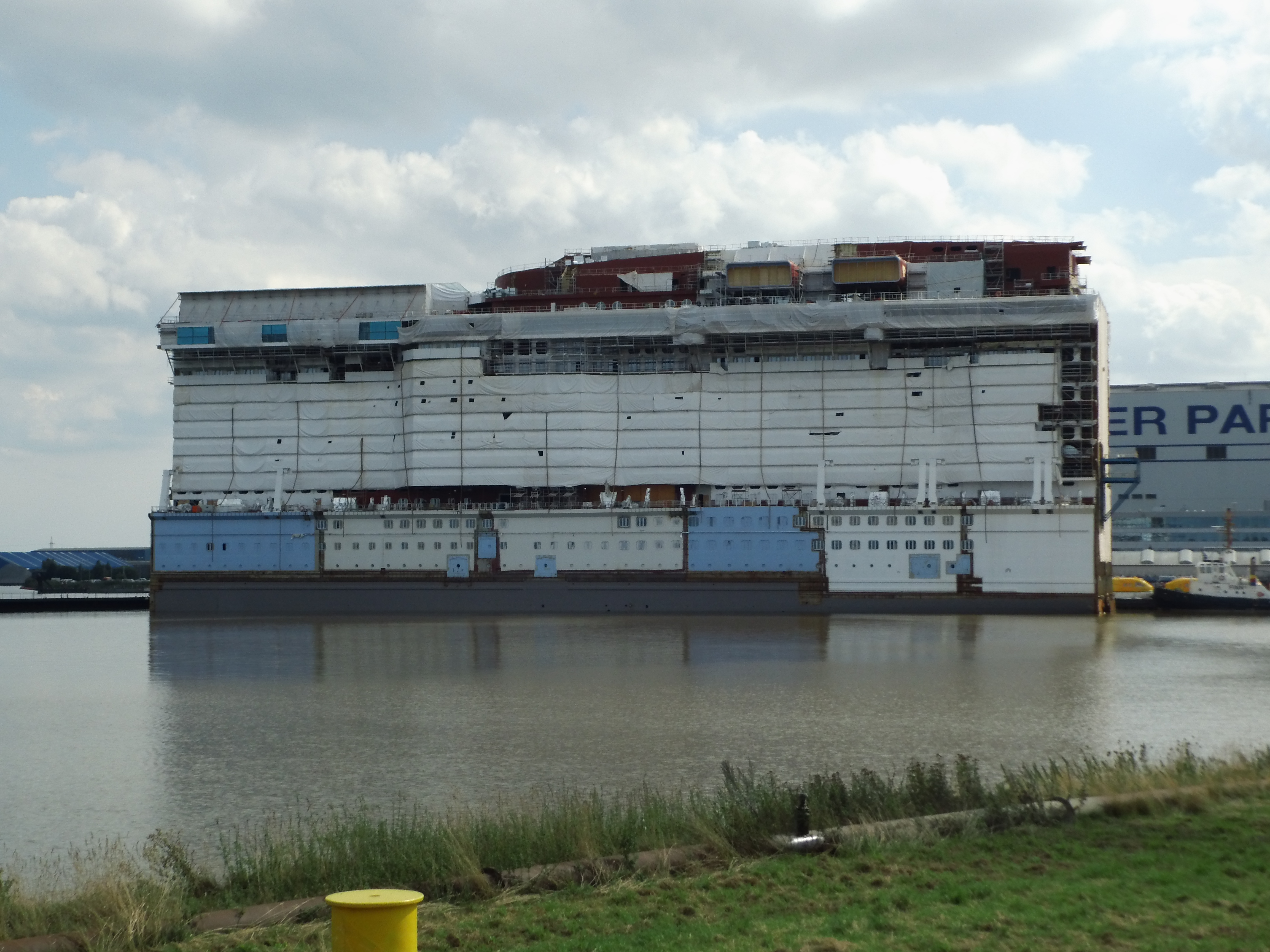
Die zwischenzeitlich ausgedockte Mittelschiffssektion
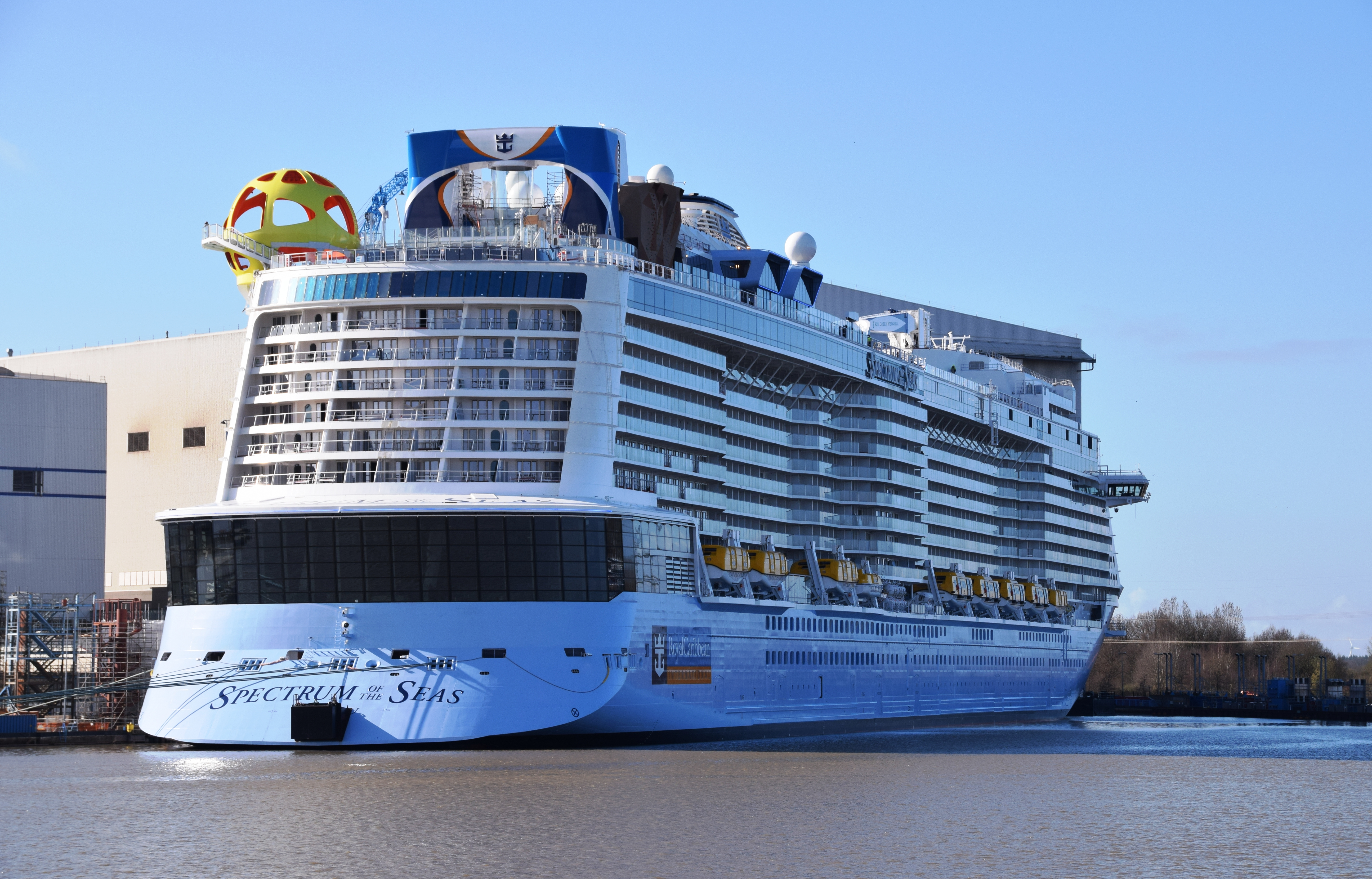
Heckansicht
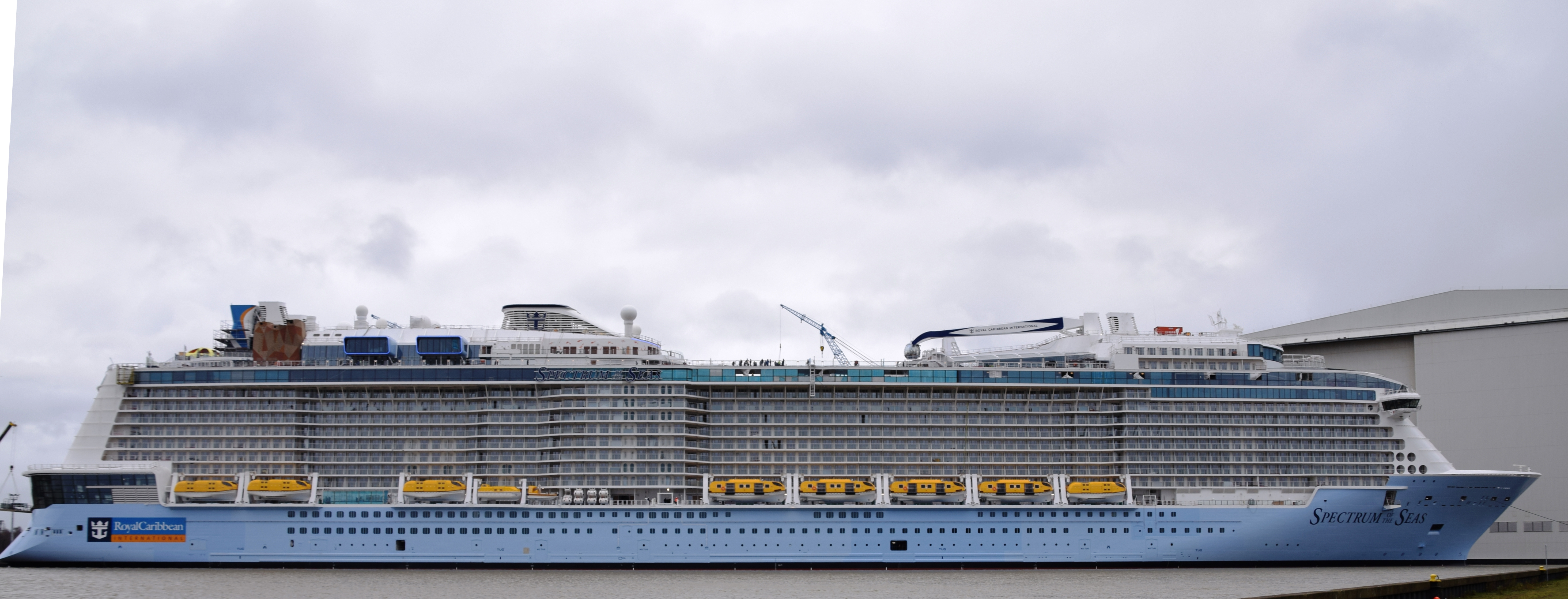
Seitaufnahme
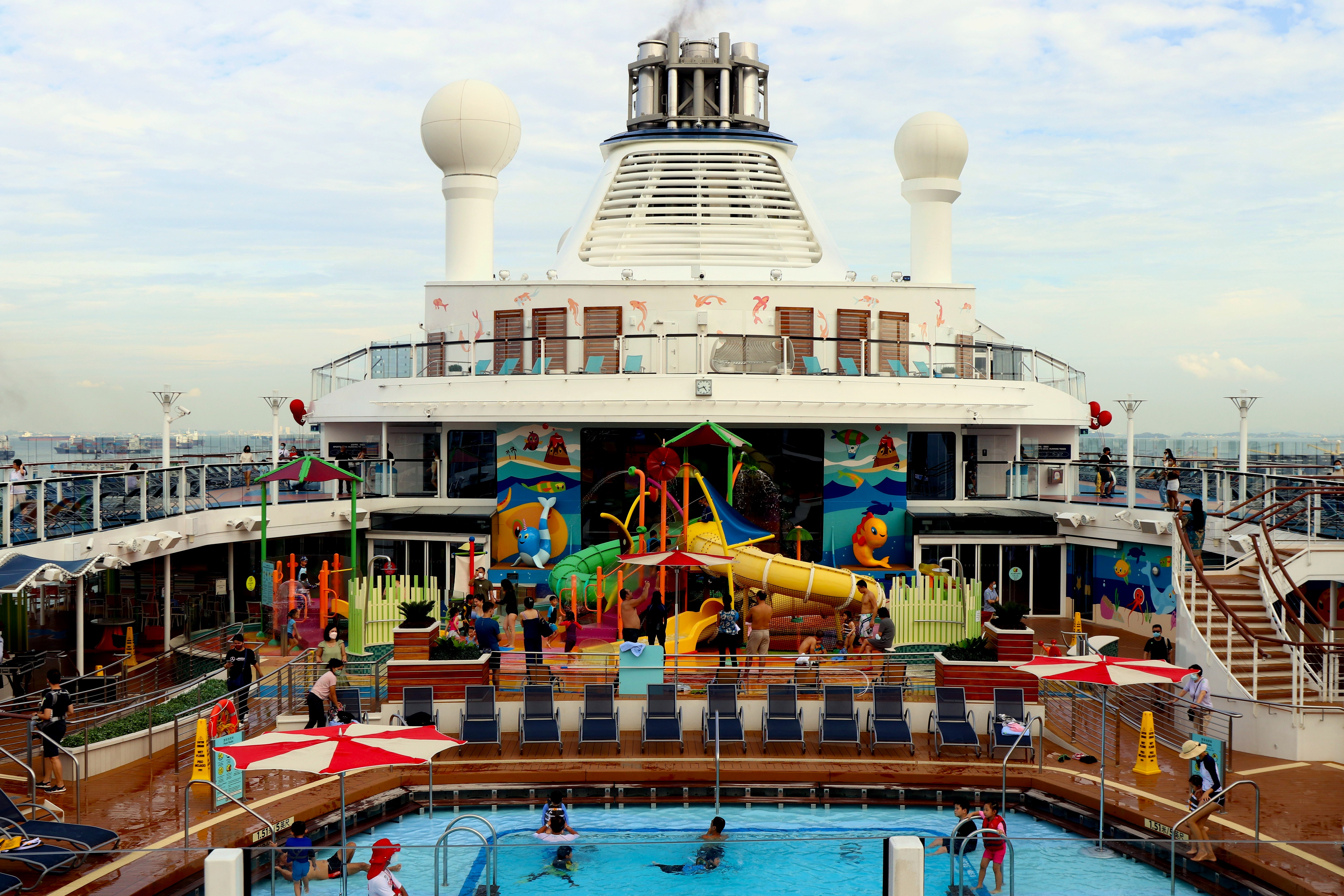
Poolbereich